# L'altra frontera
L'altra frontera és una pel·lícula dramàtica de ciència-ficció distòpica espanyola del 2014 dirigida per André Cruz Shiraiwa, inspirada en un escrit d'Aurora Sulli, amb coproducció de Televisió de Catalunya i rodada a Kaunas (Lituània). Ha estat doblada al català.

## Sinopsi
En un món distòpic a començaments del segle XXI una guerra civil obliga a Hannah, una dona de classe alta, i el seu fill a fugir del país intentant travessar la frontera. amb la intenció d'arribar a Terra de Ningú. Quan ho assoleixen arriben a un camp de refugiats on els donen aliments i acolliment. Però alhora s'hi troben un sistema opressor que els obliga a competir per tal de romandre al camp. A més, un vell conegut anomenat Claus extorqueix Hannah amb un secret que faria perillar llurs vides si se sabés.
- Ariadna Gil... 	Hannah
- Biel Montoro... 	León
- Gonzalo Cunill 	... 	Claus
- Ernesto Collado ... 	Presentador
- Laura Rayón ... 	Sam
- Llorenç González... 	Teo
- Diana Gómez 	... 	Lisa
- Mireia Ros 	... 	Dharma
- Francesc Lucchetti 	... 	Raúl
- Anna Alarcón 	... 	Eva

## Nominacions i premis
Premis Gaudí de 2015
| Categoria                            | Persona                                                 | Resultat |
| ------------------------------------ | ------------------------------------------------------- | -------- |
| pel·lícula en llengua catalana       |                                                         | Nominada |
| Millor so                            | Dani Fontrodona Yisel Pupo Marc Orts                    | Nominats |
| Millors efectes especials / digitals | Bernat Aragonés Eric Venti Jose Bahamonde Arturo Baston | Nominats |

Sant Cugat Fantàstic
| Categoria       | Persona | Resultat  |
| --------------- | ------- | --------- |
| Premi del Jurat |         | Guanyador |

Festival Internacional de Cinema Fantàstic de Brussel·les
| Categoria       | Persona | Resultat  |
| --------------- | ------- | --------- |
| Meliès de Plata |         | Guanyador |